# Christophe de Margerie
Christophe de Margerie (Mareuil-sur-Lay-Dissais, 6 de agosto de 1951 –  Moscú 20 de octubre de 2014) fue un empresario francés. Ejerció como presidente y director ejecutivo de la corporación petrolera francesa Total S.A..

## Primeros años
Christophe de Margerie nació en Mareuil-sur-Lay-Dissais, Francia, el 6 de agosto de 1951. Sus padres fueron Pierre-Alain Rodocanachi y Colette Taittinger. Más tarde, su madre se casó con Pierre-Alain Jacquin de Margerie, que lo adoptó. se graduó en la ESCP Business School.
Margerie era nieto de Pierre Taittinger, fundador de Jeunesses Patriotes, y hermanastro de Victoire de Margerie, la actual CEO de Rondol.

## Carrera
Margerie se unió al Grupo Total, Total S.A., después de graduarse en ESCP Europe en París en 1974. Comenzó a trabajar para Total en el Departamento de Finanzas y la División de Exploración y Producción. Se convirtió en presidente de Total Middle East en 1995 antes de unirse al comité ejecutivo del grupo como presidente de la división de Exploración y Producción en mayo de 1999. En enero de 2002, se convirtió en presidente de la división de Exploración y Producción de Total.
Fue nombrado miembro del consejo de administración el 12 de mayo de 2006 y se convirtió en consejero delegado el 14 de febrero de 2007. Fue nombrado presidente de la empresa el 21 de mayo de 2010, cargo que ocupó hasta su muerte en 2014. Bajo el liderazgo de De Margerie, Total expandió sus operaciones en el Kurdistán iraquí, Myanmar, Catar y Rusia.
De Margerie tenía fuertes lazos con muchos países, particularmente Rusia. Como jefe de Total, fue muy crítico con las sanciones impuestas a Rusia como respuesta a su participación en Ucrania, etiquetándolas de "inútiles" y defendiendo que las compañías petroleras occidentales continúen negociando con Rusia. De Margerie, carismático y apodado "Big Mustache", fue un estratega astuto que reconoció que las sanciones habían colocado al Grupo Total en una clara ventaja sobre los restringidos competidores internacionales. Restó importancia a la situación diciendo que "no era la primera vez que había una crisis entre Europa y Rusia". El presidente de Rusia, Vladímir Putin, rindió homenaje a De Margerie como un "verdadero amigo de nuestro país" a través de un telegrama al presidente francés, Sr. Hollande. Además, De Margerie había “sido pionero en muchos de los principales proyectos conjuntos y sentó las bases para muchos años de fructífera cooperación entre Francia y Rusia en el sector de la energía”.
El 23 de julio de 2011, él junto a otros 15 presidentes de otras compañías francesas pidieron al gobierno francés una rebaja de impuestos.
En mayo de 2013, Total fue multada con 398,2 millones de dólares en un acuerdo con las autoridades estadounidenses por acusaciones de que la empresa pagase 60 millones de dólares en sobornos para obtener contratos de petróleo y gas en Irán entre 1995 y 2004. Los fiscales franceses deseaban acusar a De Margerie por corromper a funcionarios públicos extranjeros y mal uso de los fondos de la empresa. Después de ese año, de Margerie fue absuelto por falta de pruebas por un tribunal de París de los cargos relacionados con un escándalo de petróleo en Irak, en el que Total fue acusado de utilizar sobornos y otros medios ilícitos para acceder al petróleo iraquí entre 1996 y 2003.

## Muerte
De Margerie murió en un accidente aéreo en Moscú el 20 de octubre de 2014, junto con el resto de la tripulación (Yann Pican, Maxime Rassiat y Ruslana Vervelle). El avión, un Dassault Falcon 50, golpeó con un quitanieves al despegar del Aeropuerto Internacional de Vnukovo.
De Margerie volvía a París después de reunirse con el primer ministro de Rusia Dmitry Medvédev. Los dos hombres habían estado discutiendo inversiones en Rusia en medio de los disturbios prorrusos de 2014 en el este de Ucrania y las sanciones occidentales resultantes impuestas a Rusia como resultado del enfrentamiento. Las autoridades francesas abrieron una investigación por homicidio involuntario.